# Елизово (аэропорт)
Аэропорт «Е́лизово» имени Витуса Беринга (IATA: PKC, ICAO: UHPP) — действующий аэродром совместного базирования на полуострове Камчатка.
Международный аэропорт федерального значения города Петропавловска-Камчатского. Расположен в 29 км от Петропавловска-Камчатского, в городе Елизово. Обеспечивает регулярное авиасообщение Камчатского края с городами России. Также из аэропорта выполняются местные рейсы в населенные пункты Камчатского края. Базируется ОАО «Камчатское авиапредприятие», истребительная, транспортная, противолодочная авиация ВМФ России, а также авиация ФСБ (погранслужбы).

## История
Одно из первых упоминаний об аэродроме Елизово датируется 1942 годом.
В соответствии с международными договорённостями (с Японией) Советская Россия не имела права держать на Камчатке военную авиацию. Вплоть до конца Второй мировой войны военная авиация на Камчатке была представлена 71-м смешанным авиационным полком 1-й ОКА ДВФ (с 1942 г. развернутым в 128-ю смешанную авиационную дивизию) и 2-м отдельным морским бомбардировочным авиационным полком погранвойск НКВД. Аэродромной сети по сути не было, использовался построенный на Халактырском озере гидроаэродром.
4 мая 1942 года на аэродроме Елизово началось формирование 128-й смешанной авиационной дивизии на базе 71-го отдельного смешанного авиационного полка 1-й ОКА ДВФ. При этом сам аэродром Елизово, очевидно, был не готов и находился в стадии строительства. В составе дивизии на момент формирования были: 903-й бомбардировочный авиационный полк с дислокацией на аэродроме в п. Коряки и вновь сформированный 888-й истребительный авиационный полк с дислокаций в Озерном.
По состоянию на август 1945 года на аэродроме Елизово находится управление 128-й САД и базируется эскадрилья самолётов Р-5 и У-2, из состава 2-го отдельного морского авиационного полка Погранвойск НКВД СССР. В период с 18 по 22 августа с аэродрома выполнялись вылеты по нанесению ударов по войскам противника на о. Шумшу и Парамушир.
Из авиационных частей на аэродроме в разное время базировались:
- управление и штаб Камчатской авиационной дивизии, в дальнейшем 128-й смешанной Курильской авиационной дивизии (Приказом ВГК № 0159 от 14 сентября 1945 г. за успешные боевые действия в Курильской десантной операции 128-я смешанная авиадивизия была удостоена почетного наименования «Курильская»), 222-й смешанной Курильской авиационной дивизии (с 02.1949 г.), 222-й истребительной Курильской авиационной дивизии (с 01.04.1949 г.), Камчатской Курильской дивизии ПВО (с 15.03.1957 г.), 6-я Курильская дивизия ПВО (01.03.1960)[5]; Дивизия расформирована в 1960 году.
- 14-й истребительный авиационный полк[5][6] в Елизово с 20.09.1945 г. по 15.09.1960 г. на самолётах КингКобра, МиГ-15 и МиГ-17;
- с 19 января 1945 года на аэр. Елизово прибыл без матчасти 410-й штурмовой авиационный полк, где вошёл в состав 128-й САД 10-й ВА. Полк на месте переучился на американские истребители Р-63 Kingcobra, но пока продолжал именоваться штурмовым. 13 августа 1945 года полк переименован в 410-й истребительный авиационный полк. В период с 9 августа по 3 сентября 1945 года полк принимает участие в боевых действиях против Японии, выполнив девять боевых вылетов.

20 февраля 1949 года, в соотв. с директивой ГШ ВС №Орг/1/120016 410-й ИАП переименован в 865-й ИАП. Дивизия также сменила номер и стала именоваться 222-й ИАД. В это время лётчики полка занимаются перегонкой истребителей из Магадана в Елизово, из Красноярска и Укурея на аэродромы Сахалина и Камчатки. Всего было перегнано порядка 130 самолётов.
В 1952 году 865-й ИАП передан в ПВО и переучен в Хабаровске на МиГ-15бис. В полку для поддержания натренированности оставались Кингкобры и учебные Як-11. В 1956 году в полку (в 1-ю и 3-ю АЭ) появились истребители МиГ-17, в ноябре следующего года 2-я АЭ переучилась на Як-25М. В 1958 году 3-я АЭ получила МиГ-19ПМ, то есть в полку на вооружении стояли три разных типа истребителей. В начале 60-х годов в полку формируется транспортный отряд на самолётах Ли-2, Як-12, Ан-2 и вертолётах Ми-4. В 1963 году 1-я АЭ переучилась на Су-9, 2-я и 3-я АЭ полка провели ротацию наименований — теперь вторая эскадрилья летала на МиГ-17ПФ, а третья на Як-25М.
В октябре 1965 года личный состав 3-й АЭ убыл вместе с матчастью на аэродром Дзёмги в 60-й ИАП ПВО, а взамен оттуда перелетела эскадрилья на Як-28П. В декабре 1966 года вторая АЭ также переучилась на Як-28П. МиГи-семнадцатые продолжали оставаться на вооружении полка до 1974 года, работая с оперативного аэродрома Ука.
В 70-х годах полк ежегодно перелетает на оперативный аэродром Смирных. В 1974 году эскадрильи полка поэтапно перевооружилась на Су-15. В 1985 году полк начал переучивание на МиГ-31. Переучивание растянулось до 1989 года, всё это время в полку оставалась одна эскадрилья Су-15ТМ, Су-15УМ и МиГ-25ПУ.
1 июля 1998 года полк вошел в состав вновь формируемой Авиации ОКВС (и переподчинен флоту). Однако из-за чрезвычайно низкой исправности самолётного парка в период 2003—2006 гг лётный состав поддерживал навыки в 444-м ЦБП ВМФ в г. Остров на учебных L-39, молодёжь полка проходила теоретическое обучение в 148-м ЦБП и ПЛС в Севастлейке, а практическое обучение было непосредственно в полку.
С первого апреля 2009 года полк из структуры ВМФ планировался к передаче в 3-е командование ВВС РФ, однако из-за низкой исправности парка полк передан не был. С 1 декабря 2009 года 865-й ИАП подлежал переформированию в истребительную эскадрилью сформированной 7060-ю АвБ МА ТОФ. 12 марта 2010 года полк простился с Боевым Знаменем. В апреле 2011 года эскадрилья истребителей-перехватчиков 7060-й АвБ переподчинена командованию ВВО, без изменения места дислокации, также она осталась на обеспечении и снабжении из ВМФ.
- 888-й истребительный авиационный полк[6] формировался одновременно с управлением дивизии с 03.05.1942 г. Дислоцировался в Елизово и Озерном по 10.1945 г. на самолётах КингКобра. После войны перелетел на аэродром Байково (бывший японский Катаока) на о. Шумшу. Полк ликвидирован в результате сокращений ВС СССР в 1958 году.

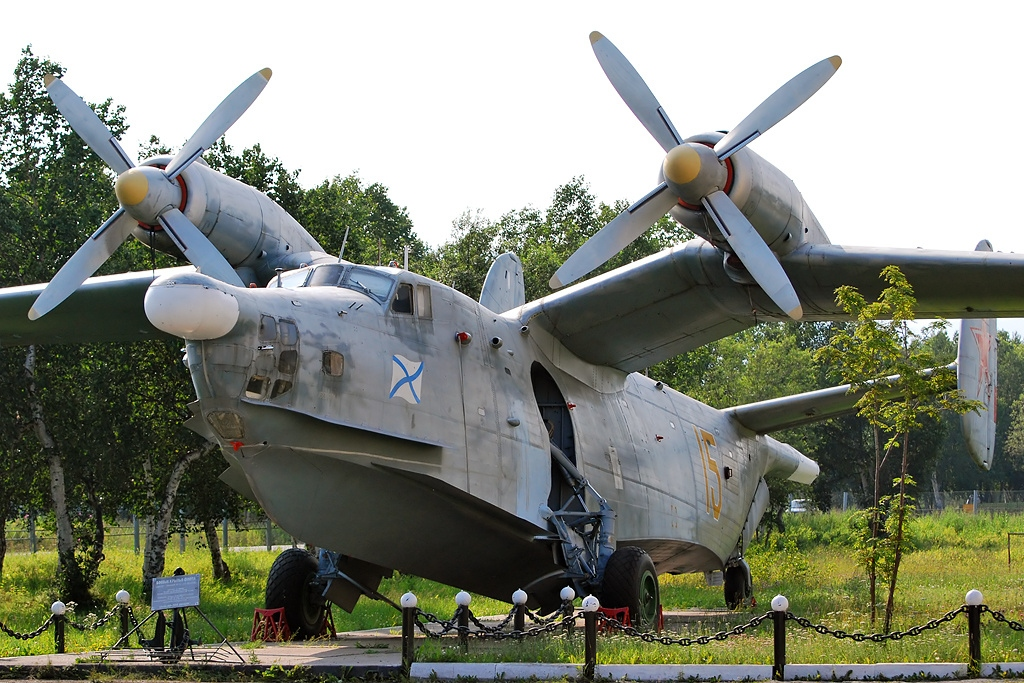
Самолёт-памятник Бе-12 возле плаца, напротив штаба 7060-й АвБ

- 317-й смешанный противолодочный полк на Ту-16Р и Бе-12, затем на (Ил-38). Полк сформирован в 1960 году и 5 августа того года управление полка переехало в Елизово. Этот полк необычен тем, что состоял из фактически самостоятельных подразделений: 122-я ОМДРАЭ с дислокацией в б. Ягодная (летающие лодки Бе-6), 175-я ОВЭ ПЛО с дислокацией на п-ве Завойко (вертолёты Ми-4М) и 266-я ОДРАЭ на Ту-16Р, впоследствии прибывшая с аэр. Каменный Ручей на аэр. Елизово. 20 августа 1960 года на аэр. Елизово перелетела вертолётная эскадрилья, а в начале следующего, 1961 года, к месту основного базирования полка перебралась эскадрилья самолётов-амфибий с б. Ягодная (к этому времени 122-я ОМДРАЭ переучилась на Бе-12), эскадрилья разведчиков Ту-16 перелетела только в 1965 году.

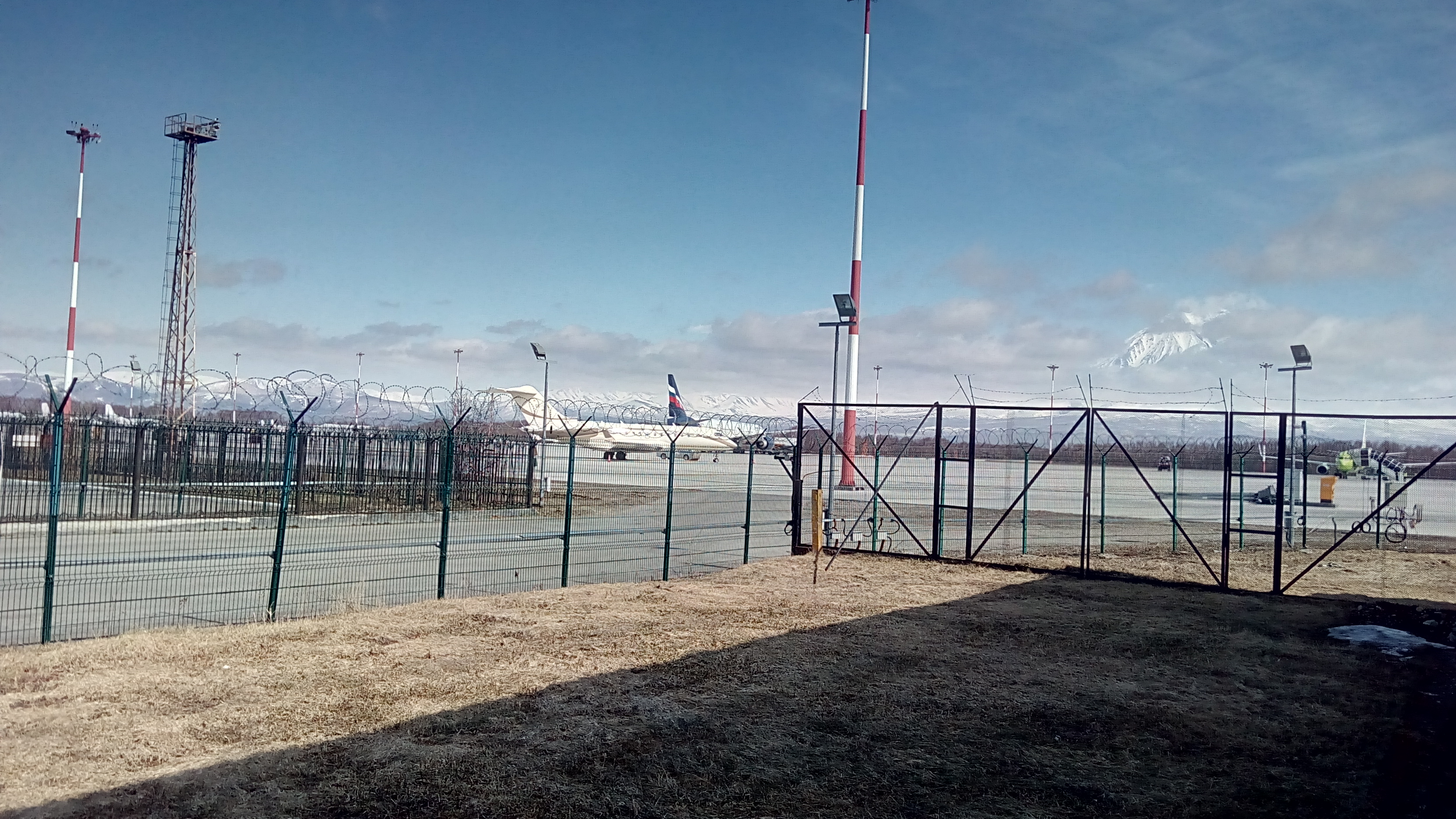
Вид на аэродром

1 ноября 1989 года все самостоятельные подразделения полка со своими условными наименованиями и персональными штатами были переформированы в стандартные полковые подразделения. В 1993 году 1-я АЭ расформирована, в связи со снятием с эксплуатации самолётов Ту-16, полк стал двухэскадрильного состава. В 1998 году сняты с вооружения Бе-12, эскадрилья ПЛО переучивается в 444-м ЦБП и ПЛС на Ил-38, но только в 1999 году первые два самолёта перегнаны с аэродрома Николаевка, а в 2000 году перелетели ещё три самолёта с 20-го АРЗ г. Пушкин. Также в эскадрилью были включены Ан-12 и Ан-26. В результате всех этих перестановок в полку стало две смешанные эскадрильи — первая самолётная и вторая — вертолётная. В 2009 году на базе полка и частей обеспечения сформирована 7060-я авиабаза морской авиации ТОФ.
- 175-я отдельная корабельная вертолётная эскадрилья ПЛО на аэр. Елизово с 1960 года в составе 317-го САП, а с 1 мая 1961 года эскадрилья становится отдельной, но в составе полка. На вооружении подразделения поэтапно были вертолёты Ми-4ПС, МИ-4М, Ка-15, Ка-25, Ка-27, Ми-8Т, Ми-14ПС, Ми-14ПЛ. Вертолёты эскадрильи базировались также и на кораблях Камчатской ВМБ, преимущественно 35-й бригады КИК. Только за 1974 год экипажи вертолётов приняли участие в 20 походах. В 1989 году 175-я ОПЛВЭ расформирована и вошла в состав 317-го ОСАП в качестве 3-й АЭ. После 2009 года эскадрилья числится в составе 7060-й АвБ ТОФ, без изменения места дислокации.
- части обеспечения (состав требует уточнения).

После 2010 года данные подразделения объединены в 7060-ю авиационную базу ВВС Тихоокеанского флота России. В 2014 году в составе авиабазы дополнительно сформирован отряд БПЛА.
Авиация ПВ
- с 1945 года на аэродроме Елизово дислоцируется отряд колёсных самолётов от 2-го ОМАП ПВ. Это старейшее авиационное подразделение на Камчатке, созданное 15.02.1934 года на базе 8-й авиационной эскадрильи морских дальних разведчиков ВВС МСДВ, путём передачи подразделения в состав ОГПУ Дальневосточного Края, в связи с созданием Авиации пограничных войск НКВД. В 1954 году этот полк сокращается до эскадрильи, в 1977 году вновь разворачивается в 15-й отдельный авиационный полк погранвойск КГБ СССР. На вооружении полка имелись вертолёты Ми-8, Ка-27 и самолёты Ан-12, Ан-26, Ан-72П. Аэродром Елизово для пограничников является базовым, оперативные аэродромы полка — Анадырь, Магадан, Провидения, Ключи, Тиличики. Экипажи пограничной авиации Камчатки, помимо работы в интересах своего ведомства, несколько раз привлекались в ходе вооружённых конфликтов на Кавказе.

Гражданский сектор аэродрома Елизово.
Датой образования Петропавловск-Камчатского авиапредприятия принято считать 1 января 1948 г. В этот день приказом Дальневосточного управления Гражданской авиации от 31 декабря 1947 г. аэропорт был выведен из состава 248-го Камчатского авиаотряда и получил статус самостоятельного подразделения. Первым руководителем был Виктор Васильевич Лурцев.
С 1958 года из аэропорта стали выполняться регулярные рейсы в Москву и Хабаровск. Также в этом году началось строительство аэропортового комплекса (аэровокзала, рулежной дорожки, перрона, котельной, гостиницы, жилого дома для работников аэропорта и коммерческого склада).
В 1995 году аэропорт получил статус международного.
1 апреля 2012 началась реконструкция закрытой в 1970-е взлётно-посадочной полосы, которая была завершена 1 июня 2016 года. Помимо ВПП, длина которой теперь составляет 3400 м и ширина 45 м, в 2016 году был введен в строй новый стартовый-командный пункт, аварийно-спасательная станция не достроена и не сдана в эксплуатацию, рулёжные дорожки и перрон, водно-дренажная система и очистные сооружения, светосигнальная система и новое радиотехническое оборудование (имеют дефекты допущенные при планировании и строительстве). В 2018 году начато строительство нового пассажирского терминала аэропорта с пропускной способностью около 1 миллиона пассажиров в год. Строительство планируется завершить в 2021 году.
В 2018 году АО «Международный аэропорт „Петропавловск-Камчатский“ (Елизово)» вошёл в холдинг «Аэропорты Регионов», который стал победителем инвестиционного конкурса на право модернизации главной авиагавани региона, проведенного «Корпорацией развития Камчатского края». Соглашение о реализации проекта между «Корпорацией развития Камчатского края» и УК «Аэропорты Регионов» было подписано 3 ноября 2017 года.
31 мая 2019 года аэропорту присвоено имя Витуса Беринга.
Проект модернизации включает строительство нового пассажирского терминала площадью более 40 тыс. м², который будет обслуживать пассажиров внутрироссийских и международных рейсов. В состав аэровокзального комплекса войдут также гостиница на 131 номеров и деловой центр. Общий объем частных инвестиций в реализацию проекта превысит 7 млрд рублей. Строительство нового аэровокзального комплекса началось в декабре 2020 года при поддержке ВЭБ.РФ.
31 марта 2025 года новый терминал начал работу. Площадь зон для обслуживания пассажиров в новом терминале составляет 33 тыс. кв. м — это в 5 раз больше, чем в старом терминале. Зона регистрации оборудована 30 стойками регистрации (в старом терминале было 12 стоек). Пропускная способность увеличилась с 360 до 687 пассажиров в час, после запуска международного сектора она составит 1,145 тыс. пассажиров в час. Новый терминал незначительно пострадал (отвалилась часть потолочной плитки, травмировавшая женщину) от землетрясения 29 июля 2025 года.

## Технические характеристики
Аэропорт сертифицирован по метеоминимуму II категории ИКАО и способен принимать самолёты и вертолёты любых типов без ограничений по грузоподъёмности вплоть до полностью загруженного Боинга 747. На территории аэродрома расположено 29 мест для стоянки самолётов, 8 из которых пригодны для стоянки сверхбольших авиалайнеров.

## Принимаемые типыВС

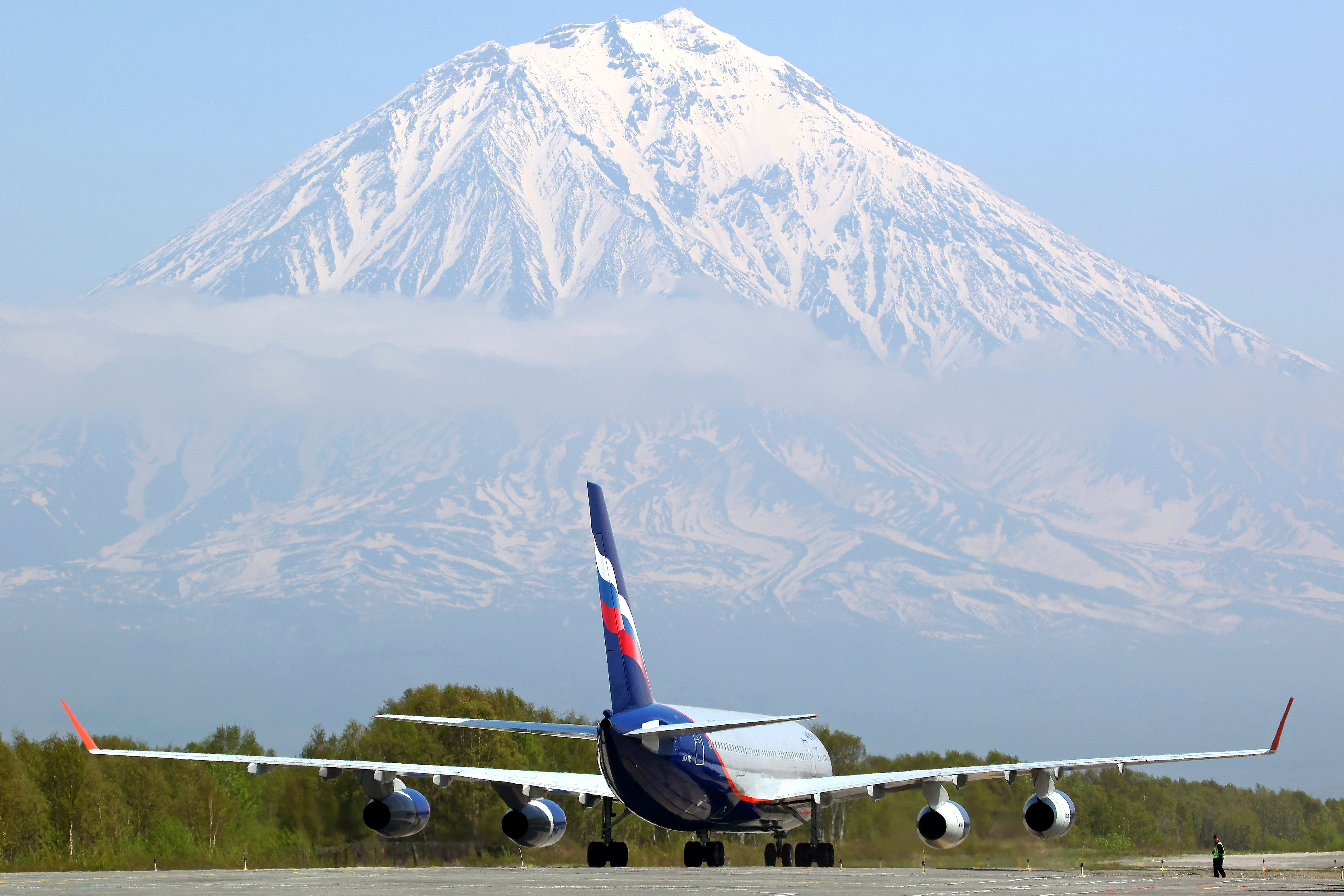
Ил-96-300 на фоне возвышающейся вдали Корякской сопки

Ан-12, Ан-24, Ан-26, Ан-28, Ан-30, Ан-32, Ан-72, Ан-74, Ан-124, Ил-62, Ил-76, Ил-86, Ил-96, Л-410, Ми-8, Ту-134, Ту-154, Ту-204, Ту-214, Як-40, Як-42, Airbus A310, Airbus A319, Airbus A320, Airbus A330, Boeing 727, Boeing 737, Boeing 737-800, Boeing 747, Boeing 757, Boeing 767, Boeing 777, MD-81 и более лёгкие, вертолёты всех типов.
С 2016 года — все типы гражданских и военных судов.

## Показатели деятельности
| Год             | 2014  | 2015    | 2016    | 2017    | 2018    | 2019  | 2020  | 2021  | 2022  | 2023 |
| тыс. пассажиров | 613,7 | ▼ 602,8 | ▲ 618,0 | ▲ 658,7 | ▲ 697,1 | ▲ 759 | ▼ 554 | 772,7 | 832,1 | 900  |
| Источники:      |       |         |         |         |         |       |       |       |       |      |

## Авиакомпании и направления
Аэропорт обслуживает рейсы следующих авиакомпаний:
| Fluggesellschaft     | Destination                                                                                   |
| -------------------- | --------------------------------------------------------------------------------------------- |
| Аврора               | Хабаровск, Южно-Сахалинск, Владивосток                                                        |
| Аэрофлот             | Москва, Красноярск                                                                            |
| Камчатские авиалинии | Магадан, Никольское, Оссора, Палана, Соболево, Тигиль, Тиличики,Усть-Камчатск, Усть-Хайрюзово |
| Россия               | Южно-Сахалинск                                                                                |
| S7 Airlines          | Владивосток, Новосибирск                                                                      |
| Тайга                | Северо-Курильск                                                                               |

Ранее из аэропорта выполняли рейсы авиакомпании: Атлант-Союз, Аэроэнерго (чартерные рейсы в Москву вахтовиков Газпрома), ВИМ-Авиа, Владивосток Авиа, Дальавиа, Домодедовские авиалинии, Пулковские авиалинии, Красноярские авиалинии, Ориент Авиа, Мавиал, Сахалинские Авиатрассы (SAT), Трансаэро, Саратовские авиалинии.
Аэропорт был хабом для авиакомпании Корякское Авиапредприятие.

## Транспортное сообщение с Петропавловском-Камчатским
Автобус 104 (Автостанция Елизово — Центральный рынок КП). Автобус 102 (Аэропорт — Автостанция 10 км).

## Транспортное сообщение с Елизово
Автобус 7 (24-й км — АТП). Автобус 8 (ул. Уральская — КЭЧ).

## Авиапроисшествия
- 17 апреля 1955 года летчик капитан Рубцов 865-го истребительного авиационного полка, базирующегося на аэродроме Елизово, на высоте 12500 м перехватил и сбил американский самолёт-разведчик Boeing RB-47 Stratojet, вторгшийся в воздушное пространство СССР[6].
- 21 марта 1966 года. Самолёт Ту-16Р борт № 086, 266-я разведывательная эскадрилья. Экипаж, в составе: Командир корабля — к-н Кузьмин Анатолий Сергеевич, ПКК — ст.л-т Пашков Виктор, штурман — ст.л-т Крушельницкий Андрей, спецоператор — ст.л-т Семисотов Владимир, КОУ — старшина Кравцов В., инспектирующий от штаба полка м-р Селецкий Василий Петрович. Вылет на плановую разведку в акватории Тихого океана. В процессе разбега самолёт боковым ветром стащило с осевой ВПП и он врезался плоскостью в снежный бруствер (накануне был сильный снегопад до двух метров). От удара самолёт перевернулся и загорелся. Экипаж полностью погиб[22].
- 1969 год. В качестве эксперимента решили бомбить вулкан. Накануне ночью боеприпас сдетонировал, три Ту-16 на стоянке полностью разрушены[23].
- 26 февраля 1988. Катастрофа самолёта Ту-16РМ, КК к-н Ефремов К. В., вылет на обеспечение сил флота. При возвращении на базовый аэродром и снижении с эшелона 9600 м КК ошибочно установил РУДы обоих двигателей ниже проходной защёлки МГ, вследствие чего двигатели остановились. Попытки запуска не увенчались успехом. Выполнена посадка самолёта на воду Авачинской бухты. Оператор при посадке разбил лицо. ВСР и КОУ не смогли открыть аварийный люк и утонули вместе с самолётом. Все оставшиеся в живых члены экипажа сильно вымокли. Температура воздуха была ночью — 17,4 градуса и воды +4 градуса. Оператор замёрз и вывалился из лодки, затем замерз ПКК, штурман застрелился из пистолета, потеряв надежду. Случайно всплывшая (в нарушение инструкции) утром следующего дня (ок. 8.00) подводная лодка К-430 подобрала единственного едва живого командира корабля. После лечения он перевёлся в Романовку (АС Пристань) на должность начальника группы ПДС, но в скором времени был насмерть сбит машиной в г. Владивостоке. По результатам происшествия на всех Ту-16 была выполнена внеочередная проверка работоспособности аварийных люков.
- 26 октября 1989 года — катастрофа самолёта Ан-26 бортовой номер «09». Погибли все 31 пассажир и 6 членов экипажа, командиром ВС был лётчик 1 класса подполковник В. Н. Юденич, штурманом — майор Виктор Самков. Полет проходил на эшелоне 5400 метров, на подходе к аэропорту Елизово экипаж приступил к снижению. В районе аэропорта Елизово в это время была облачность, и дул сильный ветер. Из-за ошибки пилотов в процессе снижения самолёт начал уклоняться влево. Экипаж получил разрешение снижаться по ПВП (правила визуальных полётов). Влетев в облака, экипаж не стал прерывать снижение, в результате чего в 14:58 столкнулся со склоном горы Ааг с уклоном 70 град. на высоте 1500 м в 35 км севернее Петропавловска-Камчатского[24].
- 10 января 1992 года при взлете с аэродрома Елизово на самолёте МиГ-31 865-го иап для выполнения упражнения № 305 КБП Авиации ПВО ИДД-86 «Контрольный полет для проверки боевого применения» после отрыва самолёт стал энергично крениться вправо и упал в 155 метрах от оси ВПП. Штурман успел катапультироваться, получил тяжёлую травму позвоночника. Командир экипажа катапультировался на высоте около 5 метров при крене 183° и погиб. Причина происшествия — разнотяг двигателей на взлёте из-за дефекта пайки электроцепи, скоротечность развития ситуации.
- 5 апреля 1996 года Ил-76ТД авиакомпании «Красэйр», 40 км от аэропорта Елизово (Петропавловск-Камчатский). В процессе снижения самолёт столкнулся со склоном сопки высотой 1190 м. Совокупными причинами катастрофы явились ошибка экипажа по вводу данных в управляюще-вычислительный комплекс самолёта и полное бездействие служб УВД. Погибло 19 человек.
- 12 сентября 2012 года самолёт Ан-28 Камчатского авиационного предприятия, выполнявший рейс Петропавловск-Камчатский (Елизово) — Палана, совершил аварийную посадку в десяти километрах от Паланы. В результате погибли 10 человек из 14 находившихся на борту. Предварительная причина авиапроисшествия — ошибка экипажа[25].
- 6 июля 2021 года самолёт Ан-26Б-100 Камчатского авиационного предприятия, выполнявший рейс Петропавловск-Камчатский (Елизово) — Палана, потерпел крушение при заходе на посадку в девяти километрах от аэропорта Паланы, столкнувшись с сопкой. В результате погибли все 28 человек (22 пассажира и 6 членов экипажа).